# الاتحاد العربي للكرة الطائرة
الاتحاد العربي للكرة الطائرة (بالإنجليزية: Arab Volleyball Association)‏ هو المؤسسة الرسمية التي تشرف علي الاتحادات العربية للكرة الطائرة، وترعى العديد من المباريات الودية والرسمية بين الأقطار الأعضاء، والأندية التابعة لاتحادات الدول الأعضاء.
تتكون المنظمة من 18 دولة عربية، وهم جميعهم أعضاء رسميون في جامعة الدول العربية.

## تاريخ
تأسس الاتحاد العربي للكرة الطائرة (AVA) سنة 1975 في بغداد، العراق.

## الأعضاء
| الاتحاد الآسيوي لكرة الطائرة - العراق - 1975 - فلسطين - 1975 - الكويت - 1975 - اليمن - 1975 - البحرين - 1975 - الأردن - 1975 - الإمارات - 1975 - قطر - 1975 - السعودية - 1976 - عمان - سوريا - لبنان |  | الاتحاد الأفريقي لكرة الطائرة - ليبيا - 1975 - مصر - 1975 - السودان - 1975 - تونس - الجزائر - المغرب |

## أعضاء اللجنة التنفيذية
| رئيس الاتحاد                | علي بن محمد آل خليفة |
| النائب الأول لرئيس الاتحاد  | إبراهيم عبدالوهاب البابطين |
| النائب الثاني لرئيس الاتحاد | منير بن سليمان |
| أعضاء الاتحاد               | جهاد حسن خلفان محمد جمال الدين عكاش جمال بالقاسم الزروق محمد عبدالكريم جلفار حسن يوسف الملا أحمد عبدالدايم مصطفى علي حيدر خليفة جبر عصفور شمسة بنت حشر آل مكتوم فراس جواد الحلواجي |

## المنافسات

### منافسات المنتخبات
- البطولة العربية للكرة الطائرة
- البطولة العربية للكرة الطائرة للسيدات
- كرة الطائرة في دورة الألعاب العربية
- بطولة الصداقة العربية الأفريقية للكرة الطائرة (منحلة)

### منافسات منتخبات الشباب
- البطولة العربية للشباب للكرة الطائرة
- البطولة العربية للناشئين للكرة الطائرة

### منافسات الأندية العربية
- البطولة العربية للأندية البطلة للكرة الطائرة
- البطولة العربية للأندية الفائزة بالكؤوس للكرة الطائرة
- البطولة العربية للأندية البطلة للكرة الطائرة للسيدات

### الكرة الشاطئية
- البطولة العربية للكرة الطائرة الشاطئية

## وصلات خارجية
- الموقع الرسمي للاتحاد العربي للكرة الطائرة